# 昆明龙胆
昆明龙胆（学名：Gentiana duclouxii）为龙胆科龙胆属的植物，为中国的特有植物。分布于中国大陆的云南等地，生长于海拔1,800米至1,900米的地区，多生长在山坡，目前尚未由人工引种栽培。